# Andrzej Schinzel
Andrzej Bobola Maria Schinzel (né le 5 avril 1937 à Sandomierz (Pologne) et mort le 22 août 2021 à Konstancin-Jeziorna), est un mathématicien polonais dont l'objet d'étude est principalement la théorie des nombres, et plus particulièrement la théorie des polynômes.

## Biographie
Andrzej Schinzel a reçu un doctorat en 1960 de l'université de Varsovie, où il avait été dirigé par Wacław Sierpiński. Il est professeur à l'Institut de mathématiques de l'Académie polonaise des sciences (IM PAN).
Une de ses conjectures sur les valeurs premières des polynômes, connue sous le nom d'hypothèse H de Schinzel a attiré l'attention de nombreux théoriciens des nombres.

## Décoration
- Officier de l'ordre Polonia Restituta